# Pentax KM
Pentax KM — малоформатный однообъективный зеркальный фотоаппарат, производившийся в Японии с 1975 до 1977 года в чёрном и чёрно-серебристом исполнении. Камера была оборудована фокусировочным экраном с горизонтальным клином или микропризмами.
Данный аппарат можно назвать очередной модернизацией Pentax Spotmatic. KM — это, по сути, модификация Pentax Spotmatic F с байонетным креплением объектива. Неизменными остались горизонтальный затвор со шторками из прорезиненного шёлка, диапазон выдержек, выдержка синхронизации 1/60, репетир диафрагмы, механизм автоспуск, экспонометр на базе сернисто-кадмиевых фоторезисторов с отображением информации в видоискателе с помощью стрелочного гальванометра.
По специальным заказам поставлялись модификации камеры — Pentax KM MD, имевшие возможность использования приставного электропривода Pentax Motor Drive.

## Наименование модели
Не следует путать выпускавшийся с 1975 по 1977-й год механический плёночный Pentax KM (обе буквы заглавные, дефис отсутствует), с совершенно другой, гораздо более поздней цифровой зеркальной камерой Pentax K-m, выпускающейся Hoya с 2008 года.

## Основные характеристики
- Только ручной режим съемки.
- Репетир диафрагмы.
- Затвор из шёлковых прорезиненных шторок с горизонтальным ходом 1 — 1/1000 сек, В.
- Выдержка синхронизации 1/60 с.
- Ручная протяжка плёнки.
- Задержка спуска 5-13 секунд.
- Экспокоррекция отсутствует.
- Блокировка экспозамера отсутствует.
- Встроенный экспонометр с питанием от одного элемента 1,5 Вольта (A76, SR44, LR44).
- Стрелочное отображение выбранной выдержки в видоискателе.

## Совместимость
Как и любая другая камера Pentax оснащенная байонетом K, KM не может управлять диафрагмой объективов без кольца диафрагм. С объективами имеющими на кольце диафрагм положение «А» необходимо использовать положения с числовыми значениями.